# Ministério da Indústria e Tecnologia da Informação
O Ministério da Indústria e Tecnologia da Informação (MIIT) do governo chinês, (chinês:  s中华人民共和国工业和信息化部), estabelecido em março de 2008, é a agência estatal da República Popular da China responsável pela regulamentação e desenvolvimento do serviço postal, Internet, comunicações sem fio, radiodifusão, produção de comunicações eletrônicas, bens de informação, indústria de software e promoção da economia nacional do conhecimento. O MIIT é o sexto departamento executivo do Conselho de Estado da República Popular da China.

## Lista de Ministros da Informação
| №                                                | Nome                | Tomou posse      | Saiu do cargo    |
| ------------------------------------------------ | ------------------- | ---------------- | ---------------- |
| Ministro da Indústria da Informação              |                     |                  |                  |
| 1                                                | Wu Jichuan (吴基传) | Março de 1998    | Março de 2003    |
| 2                                                | Wang Xudong         | Março de 2003    | Março de 2008    |
| Ministro da Indústria e Tecnologia da Informação |                     |                  |                  |
| 3                                                | Li Yizhong          | Março de 2008    | Dezembro de 2010 |
| 4                                                | Miao Wei (苗圩)     | Dezembro de 2010 | Agosto de 2020   |
| 5                                                | Xiao Yaqing         | Agosto de 2020   | Julho de 2022    |
| 6                                                | Jin Zhuanglong      | Julho de 2022    | Titular          |